# Words of Love
«Words of Love» es una canción escrita por Buddy Holly. Fue publicada en sencillo en 1957 e incluida en su primer álbum solista, Buddy Holly, en 1958. Más tarde, The Diamonds y The Beatles grabaron sus versiones propias de la canción.

## Grabación
"Words of Love" fue grabada el 8 de abril de 1957, en los estudios de Norman Petty, en Clovis, Nuevo México, ese mismo día, Holly grabó también la canción "Mailman Bring Me No More Blues", que de hecho fue el lado B del sencillo.

## Lanzamientos
"Words Of Love" fue lanzada en sencillo en 1957, por la discográfica Coral Records con el catálogo 61852, junto a "Mailman, Bring Me No More Blues" como lado B. Pese a que este sencillo fracasó en los Estados Unidos y en el Reino Unido, más tarde se consideraría como una de las mejores composiciones de Holly, y posteriormente se compilaría en varios discos de él.

## Otras versiones

### Versión de The Diamonds
Hay una versión de la canción de The Diamonds (más conocida como "Little Darlin'"). Su versión fue un éxito, alcanzó el número 13 en el Billboard en julio de 1957.

### Versión The Beatles
The Beatles hicieron otra versión de la canción que grabaron el 18 de octubre de 1964 e incluyeron en el álbum Beatles for Sale en el Reino Unido. Se encuentra también en el álbum de lanzamiento norteamericano Beatles VI. Fue lanzada en un EP publicado por Parlophone/EMI llamado Beatles for Sale (No. 2) en 1965. La versión The Beatles fue grabada el 18 de octubre de 1964. John Lennon y Paul McCartney, quienes eran fanáticos de Buddy Holly, armonizaron para su versión y tratando de imitar la versión de Buddy Holly lo más posible y fiel a la original.
Cuando ellos habían interpretado esta canción en sus primeros días en el Cavern Club en 1961 y 1962, Lennon y George Harrison eran los cantantes.

### Personal
- John Lennon – Voz, Guitarra rítmica (Rickenbacker 325c58).
- Paul McCartney – Voz, bajo eléctrico (Höfner 500/1 63').
- George Harrison – Voz, guitarra líder (Gretsch Tennesssean).
- Ringo Starr –  batería (Ludwig Super Classic).